# 盛明親王
盛明親王（もりあきらしんのう）は、平安時代前期から中期の皇族。醍醐天皇の第十五皇子。臣籍降下時は源 盛明を名乗る。官位は四品・上野太守。

## 経歴
朱雀朝の天慶5年（942年）元服し、ほどなく従四位上に直叙されたと想定される。村上朝では大蔵卿を務め、位階は正四位下に至った。
康保4年（967年）冷泉天皇の践祚後まもなく、親王宣下されて四品・上総太守に叙任される。円融朝初頭の安和2年（969年）安和の変が発生し、同母兄の左大臣・源高明が失脚するが、盛明親王は連座を逃れたと見られる。またこのころ、上野太守に任ぜられると、10年ほどに亘ってこれを務めた。
寛和2年（986年）4月28日に出家し、5月8日に薨去。享年59。
勅撰歌人として、『後撰和歌集』（1首）以下の勅撰和歌集に6首の和歌作品が採録されている。

## 官歴
- 天慶5年（942年） 12月22日：元服[1]
- 時期不詳：従四位上?（直叙）
- 天暦7年（953年） 10月28日：見大蔵卿[3]
- 康保4年（967年） 6月22日：親王宣下、元大蔵卿正四位下[1]。7月5日：四品[1]。7月：見上総太守[4]
- 安和2年（969年） 9月23日：見上野太守[5]
- 天元2年（979年） 3月：見上野太守[6]
- 寛和2年（986年） 4月28日：出家（四品）[1]。5月8日：薨去[7]

## 系譜
- 父：醍醐天皇
- 母：源周子（近江更衣） - 源唱の娘
- 妻：菅原在躬の娘
  - 男子：源則忠（教忠?）（949-?）
- 生母不詳の子女
  - 男子：斯忠王
- 養子女
  - 養女：源明子（965-1049） - 源高明の娘、藤原道長室